# Unisystem
L'Unisystem est un système de jeu de rôle générique produit par Eden Studios. Il est utilisé dans All Flesh Must Be Eaten (en), les jeux de rôle prenant place dans le Buffyverse, WitchCraft (en) (SorCellerie (fr)), la seconde édition de Conspiracy X ainsi que dans plusieurs autres jeux.

## Historique
L'Unisystem a été développé par C.J. Carella (en) pour la première édition de ses jeux de rôle WitchCraft et Armageddon (en),, publiés par Myrmidon Press. Eden Studios utilise l'Unisystem sous licence exclusive, mais a autorisé d'autres sociétés de jeu à utiliser son système sous licence. Eden Studios a publié la seconde édition de WitchCraft ainsi que son jeu original All Flesh Must Be Eaten en tant que jeux Unisystem. La seconde édition d'Armageddon et une nouvelle seconde édition du propre jeu d'Eden Studios, Conspiracy X, ont été publiées plus tard en utilisant ce système de jeu.

## Mécanismes de jeu
Note : à l'heure de la rédaction de cet article, aucun jeu Unisystem — mis à part le jeu CJ Carella's WitchCraft, traduit en 2001 par 7e Cercle sous le titre SorCellerie — n'a été traduit en français. Les termes utilisés peuvent différer d'une possible traduction officielle ultérieure.
Les jeux Unisystem utilisent un système d'achat par points pour générer les personnages,. Les points sont dépensés dans les attributs, compétences (Skills), qualités et la métaphysique (Metaphysics). Des défauts — ou désavantages — (Drawbacks) peuvent être acquis pour obtenir des points supplémentaires.
Les attributs représentent les six capacités principales du personnage, qui, en l'occurrence, sont trois attributs physiques : Force (Strength), Dextérité, Constitution ; et trois attributs mentaux : Intelligence, Perception, Volonté (Willpower). Les personnages possèdent aussi variétés de compétences, ainsi que qualités et défauts destinés à doter le personnage d'avantages ou d'inconvénients (respectivement). D'autres qualités et défauts sont d'une nature surnaturelle et sont utilisés pour concevoir des personnages d'un type particulier — comme un humain doué (Gifted), un vampire, un esprit, et ainsi de suite — ou bien pour détailler quelle sorte de magie ils peuvent utiliser.
Les actions sont résolues en additionnant l'attribut pertinent du personnage, la compétence applicable et le résultat d'un d10, ainsi que tous modificateurs dus à la difficulté ; Si le total est de 9 ou plus, l'action réussit. Il est mis aussi à disposition des meneurs de jeu — appelés « Chroniqueurs » (Chroniclers) dans la version « Classique » et « Réalisateurs » (Directors) dans la version « Cinematic » de l'Unisystem — des tables de succès : les personnages qui obtiennent un jet supérieur au 9 requis reçoivent des bonus à leur résultat final ; ces tables décrivent à quel point ils réussissent et donnent des directives pour déterminer les bonus qui en découlent.
Des options sont proposées pour remplacer le dé par des cartes ou pour jouer sans éléments aléatoires.

## ClassiccontreCinematic
L'Unisystem peut être divisé en deux sous-systèmes : Classic et Cinematic.

### Classic Unisystem
L'Unisystem « Classique » a été conçu en premier et est présent dans All Flesh Must Be Eaten, Armageddon, Conspiracy X 2.0, Terra Primate, et WitchCraft. Il se caractérise par un jeu plus « gritty » et plus réaliste, par une plus grande attention donnée aux détails dans les compétences et le combat, ainsi que par l'utilisation d’attributs secondaires qui sont typiquement dérivés des attributs primaires. L'Essence, ou la mesure de la force vitale et de la magie, est également au cœur du jeu de l'Unisystem « Classique ».

### Cinematic Unisystem
L'Unisystem « Cinematic » a été conçu pour simuler les exploits « cinématiques » des personnages. Développé tout d’abord pour le jeu de rôle Buffy: the Vampire Slayer,, il a été adopté plus tard par Angel (en) le jeu de rôle, Army of Darkness et Ghosts of Albion (en). Cinematic propose un ensemble limité de compétences qui couvrent la plupart des situations, pas d’attributs secondaires ni d'Essence, un combat simplifié et une résolution des dégâts « à plat ». Les jeux Cinematic comprennent également l'utilisation de points de Drama qui permet au personnage d'effectuer des choses au-delà de ce qu'il pourrait se permettre de réaliser avec uniquement le système pour base.

### Différence majeure et compatibilité
La différence majeure entre ces systèmes est les points de Drama (utilisés uniquement par le système Cinematic) et des dissimilitudes dans les mécanismes de la magie.
Malgré leurs différences, les deux systèmes restent largement compatibles, même si chaque jeu Cinematic Unisystem comprend un appendice permettant de convertir les valeurs depuis le système Classique, et si le supplément Magic Box (pour le jeu de rôle Buffy) fournit un appendice permettant de passer du système de magie de Buffy au système de magie de WitchCraft et réciproquement.

## Des jeux utilisant ce système

### Classic
- CJ Carella's WitchCraft/SorCellerie (1996, Myrmidon Press, 1999, Eden Studios/2001, 7e Cercle)
- CJ Carella's Armageddon: the End Times (1996, Myrmidon Press, 2003, Eden Studios)
- All Flesh Must Be Eaten (1999, Eden Studios)
- Terra Primate (2002, Eden Studios)
- Conspiracy X: the Game of Modern Conspiracies, 2nd Edition (2006, Eden Studios)

### Cinematic
- Buffy: the Vampire Slayer (2002, Eden Studios)
- Angel: the RPG (2003, Eden Studios)
- Army of Darkness (2005, Eden Studios)
- City of Heroes (2005, Eden Studios)
- Ghosts of Albion (2007, Eden Studios)
- Eldritch Skies (2012, Battlefield Press)

## Récompenses
Les jeux produits en utilisant l'Unisystem ont été nommés pour — et ont remporté — les Origins Awards.